# Alles heeft ritme
 "Alles heeft ritme", canção dos Países Baixos no Festival Eurovisão da Canção 1986.
"Alles heeft ritme" ("Tudo tem ritmo") foi a canção que representou os Países Baixos no Festival Eurovisão da Canção 1986, interpretada em neerlandês pela banda Frizzle Sizzle (constituída por Karin Vlasblom, Laura Vlasblom, Mandy Huydts e Marjon Keller. A canção tinha letra de Peter Schön, música de Peter Schön, Rob Ten Bokum e orquestração de
Harry van Hoof.
A canção tem um arranjo com uma tradição tropical. A letra da canção explica que "tudo tem ritmo", pessoas incluídas e que tentar lutar contra isso seria uma loucura.
A canção neerlandesa foi a sétima canção a ser interpretada na noite do evento, a seguir à canção islandesa "Gleðibankinn", interpetada pela banda ICY e antes da canção turca Halley, interpretada pela banda Klips ve Onlar. A canção holandesa terminou em 13.º lugar, recebendo um total de 40 pontos.